# Christos Chryssopoulos
Christos Chryssopoulos (griechisch Χρήστος Χρυσόπουλος; * 1968 in Athen) ist ein griechischer Schriftsteller.

## Leben
Christos Chryssopoulos arbeitet in Athen als Prosaautor, Essayist und Übersetzer. 
Er war Fellow des Programms Kreatives Schreiben der Fakultät für amerikanische Literatur der Aristoteles-Universität Thessaloniki, Gastdozent und Fellow beim MFA-Programm für Kreatives Schreiben und beim International Writer’s Program der Universität von Iowa sowie Research Fellow an der Universität von Chicago.
Von August bis Dezember 2020 weilt Chryssopoulos als Writer in Residence des Literaturhauses Zürich und der Stiftung PWG in Zürich.
Er ist Mitglied des Griechischen Schriftstellerverbands und des Europäischen Kulturparlaments (European Cultural Parliament – ECP), und er hat das Internationale Literaturfestival DASEIN in Athen ins Leben gerufen, das er gemeinsam mit dem Europäischen Netzwerk Literature Across Frontiers leitet.

## Werk
Fakos sto Stoma. Ena Chroniko gia tin Athina (Taschenlampe zwischen den Zähnen. Eine Chronik für Athen) ist bereits seine zehnte eigenständige literarische Publikation.
Er publiziert regelmäßig in den Zeitschriften Poilitiki und Athens Review of Books. In der Zeitschrift Nea Estia hat er seit April 2010 die literaturtheoretische Kolumne O danismenos logos (‚Die geborgte Sprache‘).
Zudem arbeitet Chryssopoulos als Übersetzer englischsprachiger Literatur.
Übersetzungen seiner Bücher sind bisher in Frankreich, Slowenien, Kroatien, Schweden, Algerien, in den USA, in Neuseeland, in Österreich und in Ungarn erschienen. Seine Athener Trilogie, bestehend aus den Büchern Periklistos Kosmos (‚Verschlossene Welt‘, 2003), O Vomvistis tou Parthenona (‚Der Bombenleger des Parthenon‘, 2008) und Fakos sto Stoma (‚Taschenlampe zwischen den Zähnen‘, 2012), wird demnächst vollständig in Frankreich erscheinen.

## Ehrungen
- 2008: Preis für Erzählende Prosa der Akademie von Athen für den Roman I Londresiki Mera tis Laura Jackson (Der Londoner Tag der Laura Jackson)